# S. Fischer Verlag
S. Fischer Verlag es una importante casa editorial alemana, que ha operado como una división del Grupo Editorial Holtzbrinck desde 1962. La editorial fue fundada en 1881 por Samuel Fischer en Berlín, pero actualmente tiene su sede en Fráncfort del Meno y tradicionalmente se cuenta entre las editoriales más prestigiosas del mundo de habla alemana.

## Historia
Originalmente, la editorial era conocida por la literatura naturalista. Autores famosos incluyen a Gerhart Hauptmann y Thomas Mann, ambos galardonados con el Premio Nobel de literatura.
Después de que los nazis llegaran al poder en Alemania, la familia judía del propietario Gottfried Bermann-Fischer huyó y fundó una sucursal de su editorial en Viena. Los que se quedaron en Berlín mantuvieron el nombre oficial de S. Fischer Verlag y fueron dirigidos por Peter Suhrkamp.
Tras la Segunda Guerra Mundial, surgieron disputas sobre el futuro de la editorial entre Suhrkamp y Fischer. Esto condujo a un acuerdo extrajudicial, que resultó en una especie de bisección de la S. Fischer Verlag: Bermann-Fischer recuperó el control de manos de Peter Suhrkamp, pero Suhrkamp fundó su propia editorial Suhrkamp en 1950, y los autores podían elegir en qué editorial publicar sus obras en el futuro. Finalmente, 33 de los 48 autores, entre ellos Bertolt Brecht, Hermann Hesse, T. S. Eliot y George Bernard Shaw, decidieron cambiarse a Suhrkamp.
El Grupo Editorial Holtzbrinck compró S. Fischer en 1963, formando parte desde entonces al grupo compuesto por otras editoriales como Kindler, Rowohlt, Kiepenheuer & Witsch y Metzler. En 2010, O. W. Barth Verlag, que había sido parte de Scherz Verlag, fue adquirida por Droemer Knaur, que también forma parte de Holtzbrinck. Además, Edición Peters, una destacada editorial de música, estaba ubicada al lado de ellos, pero en 2014 se mudó a Leipzig.